# Суханин, Алексей Матвеевич
Алексей Матвеевич Суханин (1914—1941) — бригадир тракторной бригады Кораблинской МТС, депутат Верховного Совета СССР I созыва.

## Биография
Родился 06.03.1914 в с. Шаховское (в советское время — Узловский район Тульской области) в семье крестьянина-бедняка. В 1929 г. вместе с отцом вступил в колхоз. На «отлично» окончил трёхмесячные курсы бригадиров тракторных бригад (1930), руководил женской бригадой Узловской МТС.
В 1932 г. окончил курсы механиков в Москве. Как один из лучших выпускников направлен во вновь организованную Крапивенскую МТС. В 1935 г. переведён в Кораблинскую МТС (в то время — Московская область). Проживал в с. Пехлец Кораблинского района.
Инициатор соревнования бригад-двухтысячников (бригад, в которых годовая выработка на условный (15-сильный) трактор превышала 2000 га мягкой пахоты). В 1936 г. выработал 2545 га мягкой пахоты на колёсный трактор.
В 1937 г. избран депутатом Верховного Совета СССР I созыва по Ряжскому избирательному округу.
В 1938—1941 служил в РККА (МВО, танкист, участник военных парадов на Красной площади). Участник советско-финской войны 1939-1940г.
```
С начала войны место службы: 127 отбр. танковая бригада в г. Калуга (
16-я армия
, Западный фронт), батальонный комиссар.
```

Пропал без вести в октябре 1941 года во время Вя́земской опера́ции (2—13 октября 1941 года), переплывая реку Вязьму был ранен в руку, но смог переплыть, далее разбившись по группам стали выбираться из окружения, по словам сослуживца он погиб. В 1943 году ему присвоено звание майора посмертно.
Семья, жена и четверо детей, была эвакуирована из Калуги в сентябре 1941 года в Ташкент. 